# Wilhelm Fahrmbacher
Wilhelm Fahrmbacher (Zweibrücken, 19 settembre 1888 – Garmisch-Partenkirchen, 27 aprile 1970) è stato un generale tedesco della Wehrmacht durante la seconda guerra mondiale.

## Biografia
La carriera militare di Fahrmbacher iniziò il 18 luglio 1907 quando entrò nell'esercito imperiale tedesco come membro del 5º reggimento di artiglieria da campo "Koenig Alfons XIII. von Spanien" dell'esercito bavarese di stanza a Landau. Dopo aver frequentato con successo la scuola di guerra di Monaco di Baviera, venne promosso tenente il 7 marzo 1910 con un brevetto datato al 26 maggio 1909. Già il 22 gennaio 1909 venne trasferito al 4º reggimento di artiglieria da campo "König" ad Augusta. Per conseguire un ulteriore addestramento, Fahrmbacher completò la scuola di artiglieria ed ingegneria dall'ottobre del 1911 sino alla fine di giugno del 1912. Il 25 gennaio 1914 venne nominato aiutante della 1ª divisione del suo reggimento.
In questa posizione, Fahrmbacher prese parte inizialmente alla Battaglia delle Frontiere ed alla battaglia di Lorena dopo lo scoppio della prima guerra mondiale. Durante i successivi combattimenti vicino a Nancy - Épinal venne ferito il 24 agosto 1914 e dovette recarsi in ospedale per un breve periodo di degenza. Dopo la sua guarigione tornò al suo reggimento e venne promosso tenente il 19 maggio 1915. Dal dicembre del 1915 sino alla fine di aprile del 1916 gli fu affidato il comando della 1ª batteria di cannoni da montagna del 213° dipartimento. Successivamente venne posto a capo della 6ª batteria d'artiglieria del 21° reggimenti di artiglieria da campo, venendo poi trasferito nuovamente al 4º reggimento d'artiglieria da campo "Konig" il 22 febbraio 1917 come aiutante del comandante reggimentale. Qui il 22 marzo 1918 fu promosso capitano.
Dopo l'armistizio di Compiègne, ritornò in patria con la smobilitazione del suo reggimento e venne posto a capo di una batteria dell'esercito della repubblica di Weimar. Nell'ottobre del 1919 venne accettato nel Reichswehr. Successivamente lavorò nel ministero del Reichswehr e nel ministero della guerra dove fu promosso maggiore nel febbraio del 1928, tenente colonnello nel febbraio del 1932 e colonnello nell'aprile del 1934. La sua nomina a maggiore generale ebbe luogo il 31 luglio 1937. Il 15 agosto 1938 assunse la carica di comandante della 5ª divisione di fanteria.
Promosso tenente generale il 31 maggio 1939, prima dello scoppio della seconda guerra mondiale, lui e la sua divisione parteciparono all'attacco alla Polonia del settembre 1939 ed alla successiva campagna sul fronte occidentale nel maggio del 1940. Contemporaneamente, con la sua promozione a generale di artiglieria, il 20 ottobre 1940, venne nominato comandante generale del VII Corpo d'Armata con il quale prese parte all'Operazione Barbarossa a metà del 1941.

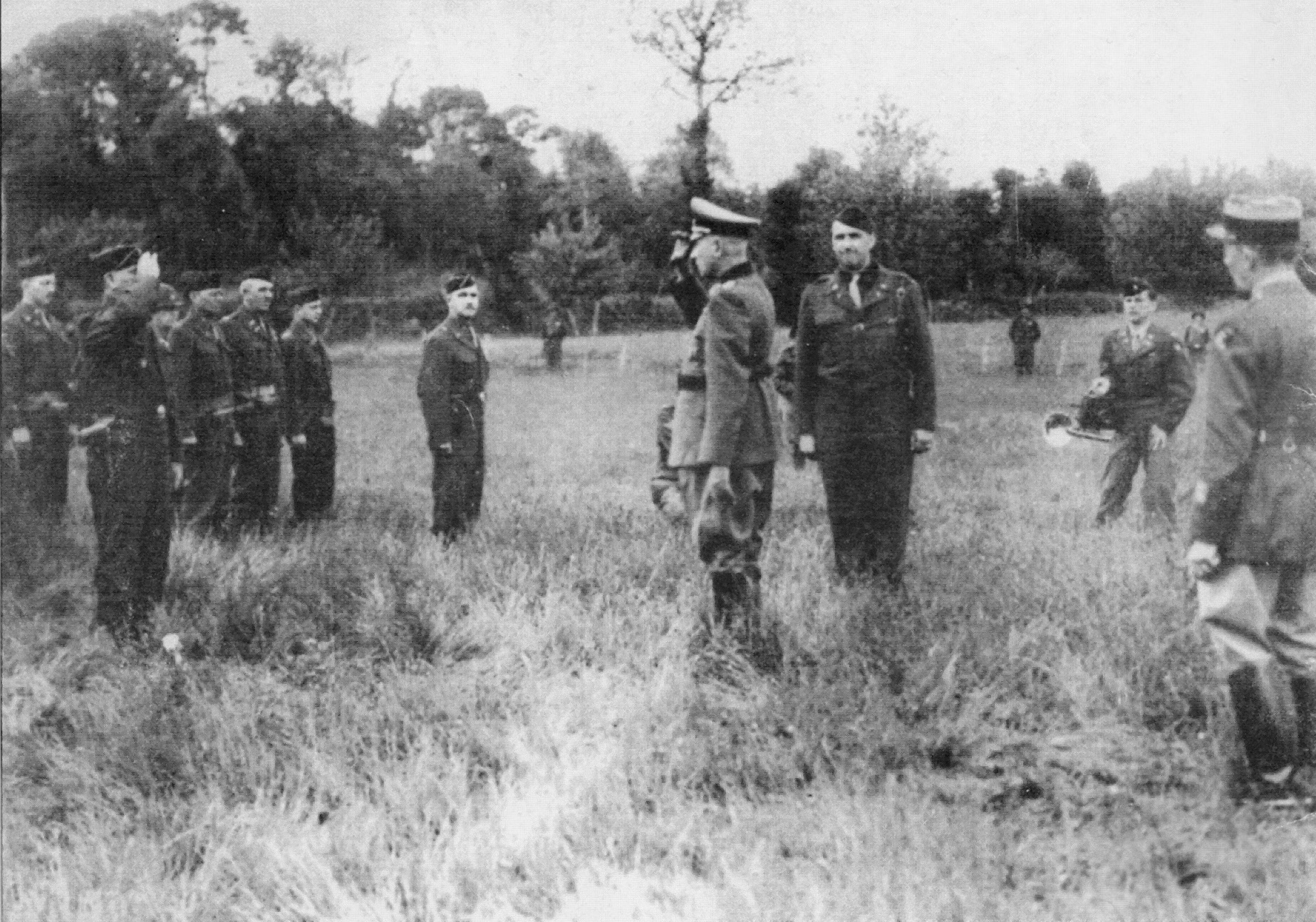
La resa del generale Fahrmbacher al generale americano Kramer

Da marzo a maggio del 1942 Fahrmbacher fu comandante della riserva dell'alto comando dell'esercito tedesco. Ottenne quindi il comando del XXV corpo d'armata in Francia. Poco dopo l'inizio dell'Operazione Overlord da parte degli Alleati, il 10 giugno 1944, gli venne affidato il comando del gruppo di armate di stanza in Normandia, il quale dovette arrendersi il 1º agosto e pertanto egli venne trasferito al comando del gruppo di armate in Bretagna col quale tentò di raggiungere a ritmo serrato i porti sull'Atlantico, venendo costretto a ritirarsi quindi a Lorient dove venne raggiunto il 9 agosto dalla 4ª divisione corazzata statunitense. Hitler aveva dichiarato che i porti sull'Atlantico dovessero essere visti come fortezze da difendere sino all'ultimo uomo. Fahrmbacher, che in quel momento non aveva modo per difendere la Bretagna, poiché Lorient, come Brest e Saint Nazaire, erano state circondate dagli americani, si limitò come comandante della fortezza a resistere alla cattura della città. Fahrmbacher si arrese agli americani con 10.000 uomini il 10 maggio 1945, due giorni dopo la resa totale tedesca. 

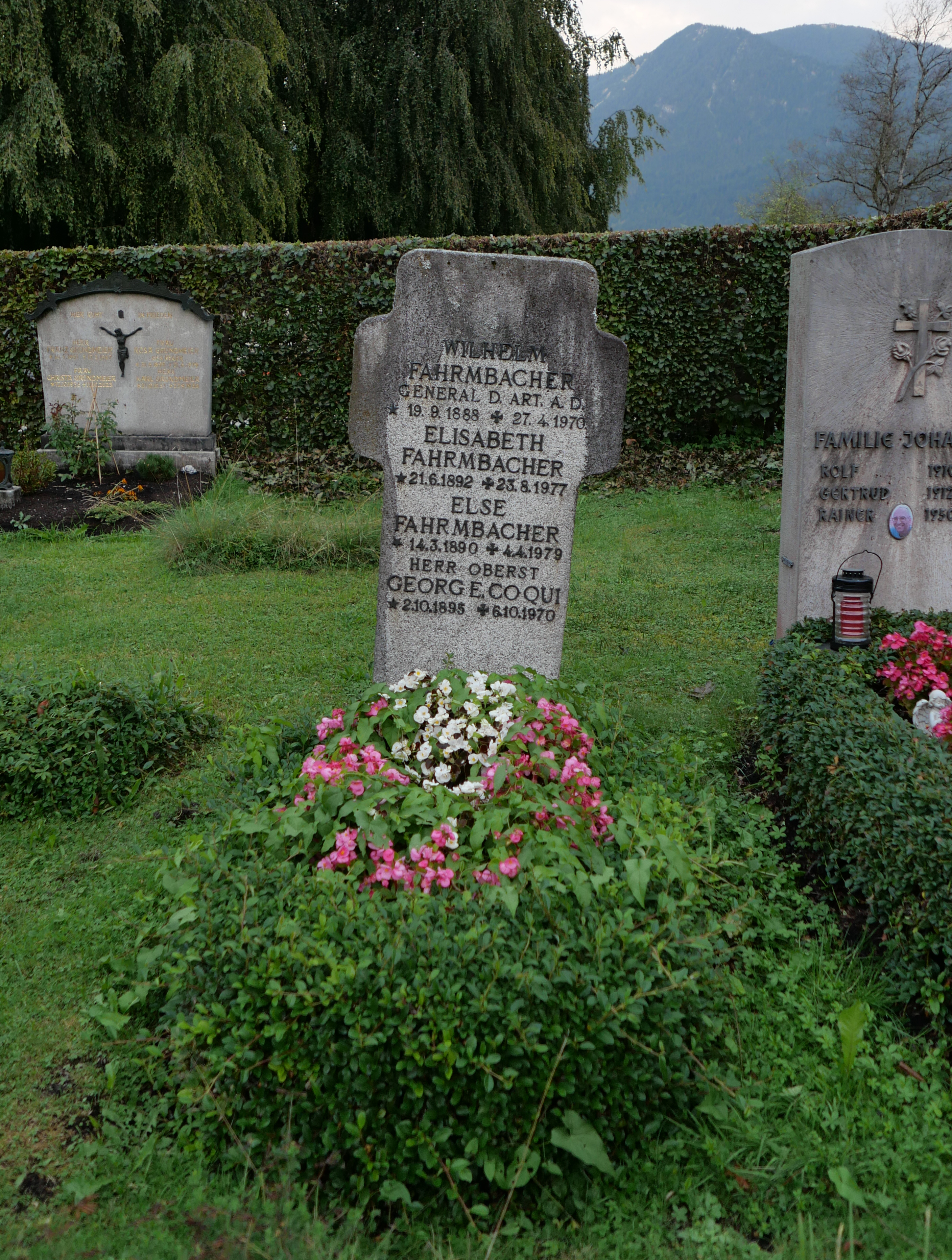
La tomba nel 2024.

Prigioniero di guerra, venne tradotto dapprima negli Stati Uniti e poi in Francia dove venne liberato il 10 agosto 1950.
Dal 15 marzo 1951 all'agosto 1958, Fahrmbacher fu consigliere militare del personale centrale di pianificazione al servizio dell'esercito egiziano. All'inizio degli anni '60 venne coinvolto nella ricerca missilistica dell'Egitto .
Nel 1956, raccontò la sua esperienza della difesa della città e del porto di Lorient nel suo libro dal titolo Lorient.
Fahrmbacher è sepolto in una tomba di famiglia nel cimitero di Garmisch, dove sono sepolti anche molti altri generali della Wehrmacht.